# Julius Herrmann Beschorner
Julius Herrmann Beschorner (* 24. März 1811 in Dresden; † 25. März 1886 ebenda) war ein deutscher Jurist und Autor.

## Leben
Er war der Sohn des Obersteuerprokurators Johann Gotthelf Beschorner. Nach seiner Ausbildung war Beschorner als Advokat, Finanzprokurator und Notar in Dresden tätig. Außerdem war er wirkliches, von der Ersten Kammer gewähltes Mitglied des Königlichen Staatsgerichtshofes und seit 1835 Rechtsanwalt in Dresden. Vorher war er als Direktor der Patrimonialgerichte in Hermsdorf und Grüneberg eingesetzt gewesen.
In den Jahren 1842 bis 1879 gingen mehrere Beschwerden über den Advokaten Julius Herrmann Beschorner, Dresden, beim Appellationsgericht Dresden ein.
Von 1848 bis 1850 war er außerdem Mitglied der Zivilprozessgesetzgebungskommission und 1847 Vorsteher der Dresdener Stadtverordneten.

## Schriften (Auswahl)
- Die Reform des Advocatenstandes in Deutschland mit besonderer Beziehung auf das Königreich Sachsen. Dresden, 1840.
- Praktische Anleitung zur Verwaltung von Untergerichten insbesondere Patrimonialgerichten. Dresden, 1845.
- Das deutsche Eisenbahnrecht mit besonderer Berücksichtigung des Actien- und Expropriationsrechtes. Erlangen, 1858.
- Ueber die Billigkeit und deren Einfluß auf Gesetzgebung, Staatsverwaltung und Rechtspflege. Dresden, 1858.
- (mit Adrian Wehrmann, Hrsg.): Die Notariatspraxis im Königreiche Sachsen. Leipzig, 1861.